# Celny strzał
Celny strzał (tytuł oryg. Chung fung dui liu feng gaai tau) – hongkoński film akcji w reżyserii Benny’ego Chan, którego premiera odbyła się 25 czerwca 1996 roku.

## Obsada
Źródło: Filmweb

- Jordan Chan – Jeff
- Radium Cheung
- Cheung Tat-ming – Matt
- Lam Sheung Yee
- Michael Lambert – brytyjski Oficer
- Ching Ming Lau
- Anthony Wong – Bird
- Francis Ng – Jang

## Nagrody i nominacje
Źródło: Internet Movie Database
| Rok  | Miejsce                               | Nagroda              | Kategoria                | Odbiorcy i nominowani     | Wynik     |
| ---- | ------------------------------------- | -------------------- | ------------------------ | ------------------------- | --------- |
| 1996 | Golden Horse Film Festival and Awards | Golden Horse Award   | Best Editing             | Peter Cheung, Nick Cheung | Wygrana   |
| 1997 | Hong Kong Film Awards                 | Hong Kong Film Award | Best Film Editing        | Peter Cheung, Nick Cheung | Wygrana   |
| 1997 | Hong Kong Film Awards                 | Hong Kong Film Award | Best Picture             | Benny Chan                | Nominacja |
| 1997 | Hong Kong Film Awards                 | Hong Kong Film Award | Best Director            | Benny Chan                | Nominacja |
| 1997 | Hong Kong Film Awards                 | Hong Kong Film Award | Best Actor               | Sean Lau                  | Nominacja |
| 1997 | Hong Kong Film Awards                 | Hong Kong Film Award | Best Supporting Actor    | Jordan Chan               | Nominacja |
| 1997 | Hong Kong Film Awards                 | Hong Kong Film Award | Best Supporting Actress  | Theresa Lee               | Nominacja |
| 1997 | Hong Kong Film Awards                 | Hong Kong Film Award | Best Cinematography      | Arthur Wong               | Nominacja |
| 1997 | Hong Kong Film Awards                 | Hong Kong Film Award | Best Action Choreography | Yuk-Sing Ma               | Nominacja |
| 1997 | Hong Kong Film Awards                 | Hong Kong Film Award | Best Original Film Score | Peter Kam                 | Nominacja |